# Daratt
Pour plus de détails, voir Fiche technique et Distribution.
Daratt, sous-titré Saison sèche, est un drame franco-belgo-tchado-autrichien écrit et réalisé par Mahamat Saleh Haroun, sorti en 2006.

## Synopsis
Tchad, 2006. Le gouvernement a accordé l'amnistie à tous les criminels de guerre. Atim, 16 ans, reçoit un revolver des mains de son grand-père pour aller retrouver l'homme qui a tué son père. Atim quitte son village et part pour N'Djaména, à la recherche d'un homme qu'il ne connait même pas. Il le localise rapidement : ancien criminel de guerre, Nassara est aujourd'hui rangé, marié et patron d'une petite boulangerie. Atim se rapproche de Nassara, lui fait croire qu'il cherche du travail et se fait embaucher par lui comme apprenti boulanger, avec la ferme intention de le tuer. Intrigué par l'attitude d'Atim à son égard, Nassara le prend sous son aile et lui apprend l'art et la manière de fabriquer du pain. Une étrange relation se tisse bientôt entre les deux êtres. Malgré sa répugnance, Atim semble trouver chez Nassara la figure paternelle qui lui a toujours fait défaut.

## Fiche technique
- Titre original : Daratt
- Titre francophone : Daratt : Saison Sèche
- Réalisation et scénario : Mahamat-Saleh Haroun
- Musique : Wasis Diop
- Photographie : Abraham Haile Biru
- Montage : Marie-Hélène Dozo
- Sociétés de production : Chinguitty Films, Goï-Goï Productions, Entre Chien et Loup, Illuminations Films
- Dates de sortie :
  - France : 27 décembre 2006

## Distribution
- Ali Bacha Barkaï
- Youssouf Djaoro
- Aziza Hisseine
- Khayar Oumar Defallah

## Distinctions

### Récompenses
- 2006 : Prix spécial du Jury au Festival de Venise
- 2007 : Étalon de bronze de Yennenga et Prix de la meilleure photo au FESPACO